# Lasioglossum georgeickworti
Lasioglossum georgeickworti är en biart som först beskrevs av Gibbs 2011. Den ingår i släktet smalbin och familjen vägbin. Arten finns endast i östra USA och sydöstra Kanada.

## Beskrivning
Huvud och mellankropp är klarblå, ibland med ett grönaktigt inslag. Munsköldens nedre del är dock mörkbrun hos honan, medan dess bakre kanter är gulbruna hos hanen. Antennerna är bruna, benen brunaktiga och bakkroppen mörkbrun med segmentens bakkanter brungula. Kroppen har gles, vitaktig behåring som kan vara tätare på huvudet och, hos honan, på tergit 4 (fjärde segmentet framifrån på bakkroppens ovansida). Biet är litet: Kroppslängden är 5,3 till 5,6 mm hos honan, med en längd hos framvingen på 3,5 till 3,7 mm. Motsvarande mått hos hanen är 4,6 till 5,3 mm respektive 3,5 till 3,8 mm.

## Utbredning
Arten har endast påträffats i kustområdena i östra USA från Massachusetts till Virginia samt i Kanada på Prince Edward Island. Möjligheten har dock framförts att den även skulle kunna finnas i angränsande områden i New England och Kanada..

## Ekologi
Arten är nyupptäckt och inte ingående studerad, men den förefaller föredra kustområden och dyner. Den flyger till blommande växter ur färgväpplingssläktet i familjen ärtväxter, och lindernior i familjen linderniaväxter.

## Etymologi
Arten har fått sitt namn efter en tidigare entomologkollega till auktorn Jason Gibbs, professor George C. Eickwort, som dog 1994.